# Dirk Wiese
Dirk Wiese (Winterberg, RFA, 19 de enero de 1965) es un deportista alemán que compitió en bobsleigh en la modalidad cuádruple.
Ganó una medalla de plata en el Campeonato Mundial de Bobsleigh de 1997 y cuatro medallas en el Campeonato Europeo de Bobsleigh entre los años 1991 y 1997.

## Palmarés internacional
| Campeonato Mundial | Campeonato Mundial   | Campeonato Mundial | Campeonato Mundial |
| Año                | Lugar                | Medalla            | Prueba             |
| ------------------ | -------------------- | ------------------ | ------------------ |
| 1997               | Sankt Moritz (Suiza) | Medalla de plata   | Cuádruple          |
| Campeonato Europeo |                      |                    |                    |
| Año                | Lugar                | Medalla            | Prueba             |
| 1991               | Cervinia (Italia)    | Medalla de plata   | Cuádruple          |
| 1993               | Sankt Moritz (Suiza) | Medalla de plata   | Cuádruple          |
| 1994               | La Plagne (Francia)  | Medalla de bronce  | Cuádruple          |
| 1997               | Königssee (Alemania) | Medalla de bronce  | Cuádruple          |